# محمد أباد تنغ سة ريز (سررود الشمالي)
محمد أباد تنغ سة ریز (بالفارسية: محمدآباد تنگ سه‌ریز) هي قرية تقع في إيران في قسم سررود الشمالي الريفي. يقدر عدد سكانها بـ 45 نسمة .